# Bujingai
Bujingai (武刃街), también conocido como Bujingai: The Forsaken City y Bujingai: Swordmaster, es un videojuego de Taito Corporation y Red Entertainment para la PlayStation 2. 
El juego está estilísticamente inspirado por las películas Wuxia. Su personaje principal, Lau Wong, está basado en Gackt, que colaboró en el desarrollo proporcionando la voz de Lau, captura de movimiento, y dándole cuerpo al escenario e historia. 
La protagonista femenina, Yohfa, su voz es representada por Maaya Sakamoto. El antagonista, Lei, es representado por Kōichi Yamadera.
Los extras incluyen entrevistas subtituladas con los tres actores de voz, una indumentaria alternativa, galería del personaje, galería de videos, y niveles múltiples de dificultad.